# Qiongthela australis
Espèce
Synonymes
- Songthela australis Ono, 2002

Qiongthela australis est une espèce d'araignées mésothèles de la famille des Liphistiidae.

## Distribution
Cette espèce est endémique de la province de Lâm Đồng au Viêt Nam,.

## Description
La femelle holotype mesure 22,5 mm.
Le mâle décrit par Schwendinger et Ono en 2011 mesure 15,2 mm, les mâles mesurent de 12,7 à 17,6 mm et les femelles de 15,3 à 24,1 mm.

## Systématique et taxinomie
Cette espèce a été décrite sous le protonyme Songthela australis par Ono en 2002. Elle est placée dans le genre Heptathela par Schwendinger et Ono en 2011 puis dans le genre Qiongthela par Xu, Liu, Chen, Ono, Li et Kuntner en 2015.

## Étymologie
Son nom d'espèce australis lui a été donné en référence à sa distribution, la plus au Sud du genre Songthela.

## Publication originale
- Ono, 2002 : « Occurrence of a heptatheline spider (Araneae, Liphistiidae) in Lam Dong province, Vietnam. » Bulletin of the National Science Museum, Series A, Zoology, vol. 28, no 3, p. 119-122 (texte intégral).